# Schachbundesliga 2008/09 (Schweiz)
In der Saison 2008/09 der Schweizer Bundesliga im Schach lieferten sich der ASK Winterthur, Valais und der Titelverteidiger Schachverein Birsfelden/Beider Basel einen Dreikampf um den Titel. Winterthur setzte sich an die Spitze, und da sowohl Valais als auch Birsfelden/Beider Basel wegen Aufstellungsfehlern je 2 Mannschaftspunkte abgezogen wurden, fiel der Vorsprung mit zwei Mannschaftspunkten auf Valais und drei Mannschaftspunkten auf Birsfelden/Beider Basel am Ende deutlich aus.
Aus der 2. Bundesliga war der Schachclub Niederrohrdorf aufgestiegen und erreichte den Klassenerhalt. Rein sportlich wäre Lugano CS als Tabellenletzter abgestiegen, da jedoch Birsfelden/Beider Basel seine Mannschaft zurückzog, erreichte Lugano noch den Klassenerhalt
Zu den gemeldeten Mannschaftskadern der teilnehmenden Vereine siehe Mannschaftskader der schweizerischen 1. Bundesliga im Schach 2008/09.

## Abschlusstabelle
| Pl. | Verein                                   | Sp | G | U | V | MP   | Brett-P.  |
| --- | ---------------------------------------- | -- | - | - | - | ---- | --------- |
| 01. | ASK Winterthur                           | 7  | 6 | 0 | 1 | 12:2 | 36,0:20,0 |
| 02. | Valais                                   | 7  | 5 | 2 | 0 | 10:4 | 35,0:21,0 |
| 03. | Schachverein Birsfelden/Beider Basel (M) | 7  | 5 | 1 | 1 | 9:5  | 35,0:21,0 |
| 04. | Schachclub Niederrohrdorf (N)            | 7  | 3 | 0 | 4 | 6:8  | 27,5:28,5 |
| 05. | Nimzowitsch Zürich                       | 7  | 3 | 0 | 4 | 6:8  | 24,5:31,5 |
| 06. | SV Wollishofen                           | 7  | 2 | 1 | 4 | 5:9  | 27,5:28,5 |
| 07. | Basel BVB                                | 7  | 1 | 0 | 6 | 2:12 | 24,5:31,5 |
| 08. | Lugano CS                                | 7  | 1 | 0 | 6 | 2:12 | 14,0:42,0 |

## Entscheidungen
|     | Schweizer Bundesmeister: ASK Winterthur                                                     |
|     | Absteiger in die 2. Bundesliga: Schachverein Birsfelden/Beider Basel (freiwilliger Rückzug) |
| (M) | Meister der letzten Saison                                                                  |
| (N) | Aufsteiger der letzten Saison                                                               |

## Kreuztabelle
| Ergebnisse | Ergebnisse                           | 01. | 02. | 03. | 04. | 05. | 06. | 07. | 08. |
| ---------- | ------------------------------------ | --- | --- | --- | --- | --- | --- | --- | --- |
| 01.        | ASK Winterthur                       |     | 3   | 4½  | 5   | 6½  | 6   | 4½  | 6½  |
| 02.        | Valais                               | 5   |     | 4   | 5   | 5   | 4   | 4½  | 7½  |
| 03.        | Schachverein Birsfelden/Beider Basel | 3½  | 4   |     | 5   | 6½  | 5   | 4½  | 6½  |
| 04.        | Schachclub Niederrohrdorf            | 3   | 3   | 3   |     | 3   | 5   | 4½  | 6   |
| 05.        | Nimzowitsch Zürich                   | 1½  | 3   | 1½  | 5   |     | 4½  | 5½  | 3½  |
| 06.        | SV Wollishofen                       | 2   | 4   | 3   | 3   | 3½  |     | 6   | 6   |
| 07.        | Basel BVB                            | 3½  | 3½  | 3½  | 3½  | 2½  | 2   |     | 6   |
| 08.        | Lugano CS                            | 1½  | ½   | 1½  | 2   | 4½  | 2   | 2   |     |

## Aufstiegsspiel zur 1. Bundesliga
Das Aufstiegsspiel zwischen den beiden Siegern der Zweitligastaffeln, dem SC Kirchberg und dem Schachklub Réti Zürich fand am 6. Juni in Kirchberg statt. Réti Zürich gewann mit 6½:1½ und stieg damit in die 1. Bundesliga auf.
| SC Kirchberg          | SK Réti Zürich            | Ergebnis |
| --------------------- | ------------------------- | -------- |
| Marco Lehmann         | Mihajlo Stojanović        | 0:1      |
| Andreas Lehmann       | Peyman Mohajerin Esfahani | ½:½      |
| Lukas Muheim          | Peter Zimmermann          | 0:1      |
| Sebastian Muheim      | Felix Hindermann          | 0:1      |
| Stéphane Kellenberger | Francesco Antognini       | ½:½      |
| Reto Wyss             | Simon Widmer              | 0:1      |
| Markus Martig         | Lorenz Wüthrich           | ½:½      |
| Markus Muheim         | Vincent Kriste            | 0:1      |

## Die Meistermannschaft
| 1.            | ASK Winterthur |
| Schachfiguren | Florian Jenni, Martin Ballmann, Nedeljko Kelecevic, Andreas Huss, Michael Bucher, Meinrad Schauwecker, André Hirzel, Emanuel Schiendorfer, Erich Lang, Gabriel Gähwiler, Daniel Borner, Kambez Nuri, Othmar Monsch. |